# Sant Quirí i Santa Julita de Berén
Sant Quirí i Santa Julita de Berén és una església del municipi de les Valls d'Aguilar protegida com a bé cultural d'interès local.

## Descripció
La capella de Sant Quirí i Santa Julita és formada per una nau rectangular, coberta per un embigat de fusta i coronada a llevant per un absis rectangular, cobert am volta de canó. La porta, en arc de mig punt, s'obre a la façana de ponent, i és l'única obertura que té l'església. El murs no presenten cap tipus d'ornamentació, al mur meridional hi ha una fornícula.
L'aparell constructiu és de reble de lloses planes, disposades de forma regular. L'interior és arrebossat i els paraments exteriors estaven emblanquinats fins a la restauració que es va dur a terme l'any 1994, mentre que la coberta era de gres rogenc. Aquest fou substituït per pissarra d'importació cosa que va fer que es perdés l'autenticitat de l'edifici. La rusticitat, però, és una característica pròpia de l'edifici i es manifesta sobretot en la manca de verticalitat dels murs atalussats cap a l'interior.
La capella de Sant Quiri i Santa Julita no té cap tret definitori que permetí adscriure-la a cap estil concret. Per la semblança amb altres esglésies com: Sant Lluc d'Anyús i Sant Serni de Vila-rubla podria haver està construïda abans del segle xi, seguint una tipologia constructiva local.

## Història
L'any 975, en un document de venda d'unes terres situades a la vila de Noves de Segre, s'esmenta com a límit Sanctum Quirichum que alguns estudiosos identifiquen amb aquesta església.
Actualment, se celebra en aquesta capella un aplec a mitjan mes de juny, coincidint amb la festivitat de Sant Quirze i Santa Julita.